# Сяаксмякі
Сяаксмякі (фін. Sääksmäki) – колишній муніципалітет Фінляндії, який нині є частиною Валкеакоскі, регіону Пірканмаа (Західна Фінляндія). Тут народилися колишній президент Фінляндії Пех Евінд Свінгуфвуд, фінський кінопродюсер та режисер Вейко Аалтонен, відомий фінський історик Ейно Ютікалала та актриса Піркко Маннола. 
Найвідоміша споруда Сааксмякі – це середньовічна кам'яна церква, побудована наприкінці 15 століття. Це одна з найдавніших будівель Фінляндії. В ній представлені дерев’яні скульптури, створені анонімним художником, відомим як "Майстер Сааксмякі".  Архітектура Сааксмякі також включає садиби, які датуються сотнями років. 

## Видатні уродженці Сааксмякі
- Йоган Ульрік Себастьян Ґрипенберг (1795 – 1869)
- Карл Фабіян Ланґенсьольд (1810 – 1863)
- Пер Евінд Свінгувуд (1861 – 1944)
- Франс Рапола (1862 – 1910)
- Калле Кустаа Паасія (1883 – 1961)
- Август Сірянен (1883 – 1956)
- Юліус Нурмінен (1887 – 1918)
- Туомас Сайку (1906 – 1963)
- Ейно Ютікала (1907 – 2006)
- Ейно Рауніо (1909 – 1979)
- Кауко Таммінен (1920 – 1989)
- Олаві Нікіла (1922 – 2014)
- Аніта Валькі (1926 – 2011)
- Пірко Маннола (1938 –)
- Вейко Аалтонен (1955 –)